# Lamprospora
Lamprospora är ett släkte av svampar. Lamprospora ingår i familjen Pyronemataceae, ordningen skålsvampar, klassen Pezizomycetes, divisionen sporsäcksvampar och riket svampar.